# Shi Shi
Le Shi Shi est un ouvrage astronomique très ancien du monde chinois dont l'origine remonte à la Dynastie Han. Il recense les astérismes les plus brillants utilisés par les astronomes chinois.
La Shi Shi est le premier d'un ensemble de trois ouvrages traitant des astérismes chinois. Les deux autres, le Gan Shi et le Wuxian Shi lui sont probablement contemporains, mais très légèrement postérieurs. Plusieurs éléments favorisent cette chronologie :
- La quasi-totalité des étoiles les plus brillantes sont cataloguées dans le Shi Shi. Cet ouvrage est de ce fait vraisemblablement le premier à avoir catalogué le ciel dont il a extrait les astérismes les plus évidents aux yeux des astronomes de l'époque.
- Les astérismes du Gan Shi et du Wuxian Shi sont principalement utilisés pour combler les zones non couvertes par le Shi Shi, ou pour rajouter des détails aux différents « tableaux » ébauchés dans le Shi Shi. Par exemple le Shi Shi décrit Tianshi, un vaste marché céleste compris à l'intérieur d'une enceinte. Le marché est déjà peuplé d'officiels décrits dans le Shi Shi. Divers détails sont rajoutés dans le Gan Shi et le Wuxian Shi, tels Shilou, un tour surplombant le marché, Hu et Bodu, des étalons de mesure, Chesi et Tusi, diverses boutiques situées dans le marché (respectivement un réparateur de charrettes, et une boucherie).
- Les trois traités d'astronomie font référence les uns aux autres, mais de façon asymétrique : le Shi Shi se réfère peu aux deux autres (11 fois au Gan Shi et 4 fois au Wuxian Shi), alors que ceux-ci font largement plus référence au Shi Shi (respectivement 61 et 56 fois).

## Référence
- (en) Sun Xiaochun et Jakob Kistemaker, The Chinese sky during the Han, New York, Éditions Brill, 1997, 247 p. (ISBN 9004107371).